# 宗沙乡
宗沙乡，是中华人民共和国西藏自治区昌都市察雅县下辖的一个乡镇级行政单位。

## 行政区划
宗沙乡下辖以下地区：
拉松村、察木村、宗沙村和然觉村。